# Groupement des écoles d'aéronautique
Pour les articles homonymes, voir Groupement et GEA.
Le Groupement des Écoles Aéronautiques et spatiales françaises (GEA France) qui regroupe trois grandes écoles focalisées sur ce champ d'application (École nationale de l'aviation civile (ENAC), École nationale supérieure de mécanique et d'aérotechnique (ISAE-ENSMA),  Institut supérieur de l'aéronautique et de l'espace (ISAE-SUPAERO)) est à l'initiative de la création de l'Institut sino-européen d'ingénierie de l'aviation de Tianjin. 
Il est membre de la Conférence des écoles européennes pour l'enseignement et la recherche des sciences pour l'ingénieur avancées (CESAER).